# Peter Cederfeld
Peter Cederfeld de Simonsen (født 22. maj 1960 i Faaborg) er en dansk erhvervsleder, godsejer og kammerherre.
Han er søn af Ivar Cederfeld de Simonsen, er student fra Sorø Akademi (1979) og cand.agro. fra Landbohøjskolen (1981) og har en HD i kreditvæsen og finansiering fra Handelshøjskolen i København (1988). Han var 1997-2002 kreditchef og regionsdirektør i Realkredit Danmark. 
Siden 2003 har han været adm. direktør for Realdania Byg A/S i Odense. Han er tidligere formand for Patriotisk Selskab og medlem af flere bestyrelser, bl.a. for Fynske Bank. Han ejer herregården Brahesborg.